# Linyphia horaea
Linyphia horaea là một loài nhện trong họ Linyphiidae.
Loài này thuộc chi Linyphia. Linyphia horaea được Eugen von Keyserling miêu tả năm 1886.